# Taifour Diané
Taifour Diané né le 1er novembre 1972 à  Kankan, est un ancien footballeur guinéen.
Manager de l'équipe féminine du FC Sarrebruck,.

## Carrière
Diané est né à Kankan, en haute Guinée.
Diané a joué en Guinée successivement pour le Fello Star de Labé avant de s’engager avec la Renaissance puis l’AS Kaloum et le Horoya AC. Aussi pour l'équipe nationale junior jusqu’en Syli A. Diané a pris part à la coupe d’Afrique des Nations 1998 au Burkina Faso et les éliminatoires de la coupe du monde 2002 et sera éliminé par le Cameroun

## Parcours international
Diané a commencé sa carrière professionnelle aux États-Unis en 1992, Diané signe avec les Colorado Foxes (en) de la Ligue américaine de football professionnel. Il a été le MVP de la ligue, la recrue de l'année, la première équipe de toute la ligue et le deuxième meilleur buteur de la ligue. Cette saison-là, les Foxes remportent le championnat de la ligue. Il a continué avec les Foxes en 1993.
Il découvre le championnat européen en Allemagne avec Bayern Leverkusen en 1995, Borussia Mönchengladbach et Wolfsbour.
En 2008, il met fin à sa carrière à l’âge de 36 ans.

## Parcours d'entraineur
Diané est manager de l'équipe féminine du FC Sarrebruck,.